# Oahu Open 1994
LOahu Open 1994 è stato un torneo di tennis giocato cemento. È stata la 1ª edizione del torneo, che fa parte della categoria ATP World Series nell'ambito dell'ATP Tour 1994. Si è giocato a Oahu nelle Hawaii negli Stati Uniti dal 3 al 9 agosto 1994.

## Campioni

### Singolare maschile
Wayne Ferreira ha battuto in finale  Richey Reneberg con il punteggio di 6–4, 6(3)–7, 6–1

### Doppio maschile
Tom Nijssen /  Cyril Suk hanno battuto in finale  Alex O'Brien /  Jonathan Stark con il punteggio di 6–4, 6–4